# Gloma
Gloma is een geslacht van insecten uit de familie van de dansvliegen (Empididae), die tot de orde tweevleugeligen (Diptera) behoort.

## Soorten
- G. fuscipennis Meigen, 1822
- G. fuscipes Melander, 1945
- G. luctuosa Melander, 1928
- G. pectinipes Melander, 1945